# Macrocephalus gracilis
Macrocephalus gracilis är en insektsart som beskrevs av Anton Handlirsch 1897. Macrocephalus gracilis ingår i släktet Macrocephalus och familjen rovskinnbaggar. Inga underarter finns listade i Catalogue of Life.